# Ioan Docan
Ioan Docan (n. 1825, Iași – d. 16 februarie 1897, sat Dimăcheni, județul Botoșani) a fost un politician român, ministru al Lucrărilor publice în cabinetul Ion Brătianu de la 27 ianuarie - 26 august 1877.